# Échelle des crus
De Échelle des crus is een het Franse recht beschreven indeling van de gemeenten binnen de Appellation d'Origine Contrôlée Champagne. Alle gemeenten zijn ingeschaald op een schaal van 80 tot 100 procent. Zeventien gemeenten leveren een "grand cru" en zijn op 100 gesteld. Veertig gemeenten leveren een "premier cru" en zijn op dezelfde schaal tussen de 90 en 99 procent ingeschaald.
De schaal gebruikt de term cru wat oogst betekent maar het gaat hier niet om de wijngaard zoals in de Bourgogne maar om alle druiven die binnen de grenzen van de gemeente werden geplukt.
Het systeem is in 1873 bedacht. In dat jaar werden de gemeenten dicht bij de hoofdvestigingen van de champagnehuizen op 100% ingeschaald. Dat was niet alleen vanwege de kwaliteit van de druiven maar ook vanwege hun afstand tot de kelders. In een tijd dat de druiven met door paarden getrokken karren naar de vendangeoirs of persen moesten worden gebracht en het most in vaten op dezelfde wijze naar de kelder werd vervoerd was het heel belangrijk om de druiven dicht bij de kelders te verbouwen en uit te persen.
In 1911 heeft het Syndicat des Vins de Champagne alle gemeenten ingeschaald op basis van de gemiddelde opbrengst van een marc van de druiven in de voorafgaande 25 jaar. Die échelle ging van 22,5% tot 100%. Sindsdien zijn de gemeenten meerdere malen opnieuw ingeschaald. In 1941 werden de laagst ingeschaalde gemeenten van 50 naar 58% opgeschaald. Tegenwoordig is 80% de laagste schaal op de échelle des crus.
Sinds 1985 zijn er 17 in plaats van 12 grand cru-gemeenten.
Het systeem van de Échelle des crus is omstreden omdat binnen één gemeente wel degelijk verschil in kwaliteit zal zijn tussen de op het noorden en op het zuiden gelegen hellingen en de wijngaarden met een verschillende "terroir".